# Terminal Redux
Albums de Vektor
Outer Isolation
(2011)
Singles
1. Ultimate Artificer[4]
Sortie : 13 novembre 2015
2. Charging the Void[5]
Sortie : 7 mars 2016
3. Pillars of Sand[6]
Sortie : 1er avril 2016

Terminal Redux (littéralement Retour terminal) est le troisième album studio du groupe américain de thrash metal américain Vektor sorti le 6 mai 2016,,.
C'est le premier album du groupe chez le label Earache.

## Album
La batterie et le chant ont été enregistrés au studio Panther Pro Audio de Philadelphie (PA).
L'album est dédié à la mémoire de Brant Edward Conner.

## Liste des titres
| No  | Titre                        | Durée |
| --- | ---------------------------- | ----- |
| 1.  | Charging the Void            | 9:11  |
| 2.  | Cygnus Terminal              | 8:15  |
| 3.  | LCD (Liquid Crystal Disease) | 7:33  |
| 4.  | Mountains Above the Sun      | 1:22  |
| 5.  | Ultimate Artificer           | 5:04  |
| 6.  | Pteropticon                  | 6:00  |
| 7.  | Psychotropia                 | 7:39  |
| 8.  | Pillars of Sand              | 5:19  |
| 9.  | Collapse                     | 9:22  |
| 10. | Recharging the Void          | 13:36 |

## Composition du groupe
- David DiSanto – Chant et guitare.
- Erik Nelson – Guitare et enregistrement des guitares et de la basse.
- Blake Anderson - Batterie.
- Frank Chin - Basse[1],[2].

## Musiciens additionnels
- Alex Poole - Ambiance.
- Naeemah Z Maddox - Chœurs sur Charging the Void et Recharging the Void.
- RoseMary Fiki - Chœurs sur Charging the Void et Recharging the Void[1],[2].

## Membres additionnels
- Byron Filson - Producteur, Ingénieur du son, mixage audio et mastering[1].
- Daniel Kishbaugh - Enregistrement de la batterie et du chant.
- Adam Burke - Artwork[2],[3].